# Bíborosmellű kotinga
A bíborosmellű kotinga (Cotinga cotinga) a madarak (Aves) osztályának a verébalakúak (Passeriformes) rendjébe, ezen belül a kotingafélék (Cotingidae) családjába tartozó faj.

## Rendszerezése
A fajt Carl von Linné svéd természettudós írta le 1766-ban, az Ampelis nembe Ampelis cotinga néven.

## Előfordulása
Brazília, Kolumbia, Francia Guyana, Guyana, Peru, Suriname és Venezuela területén honos. Természetes élőhelyei a szubtrópusi vagy trópusi hegyi esőerdők. Állandó, nem vonuló faj.

## Megjelenése
Átlagos testhossza 18 centiméter, testtömege 53 gramm. A hím túlnyomórészt sötétkék színű, szárnya és farka fekete, torka és mellkasa bíbor színű.
|  |

## Életmódja
Csendes madár, de a hím mikor repül zümmögő  hangot hallat. Gyümölcsökkel és rovarokkal táplálkozik.